# Ruth Kisch-Arndt
Ruth Kisch-Arndt (* 10. Juli 1898 in Goldberg, Provinz Schlesien, als Ruth Cohn; † Januar 1975 in Jerusalem) war eine deutsch-amerikanische Oratorien- und Konzertsängerin (Alt) und Professorin für Musik an der Yeshiva Universität in New York.
Nach der Machtergreifung der Nationalsozialisten wurde sie 1933 – wie viele jüdische Künstler – ausgegrenzt und mit öffentlichen Auftrittsverboten belegt. Gemeinsam mit ihrem Mann, dem Kardiologen Bruno Kisch, musste sie 1938 aus Deutschland in die Vereinigten Staaten emigrieren, wo sie ihre Gesangskarriere fortsetzen konnte.

## Leben
Ruth Cohn wurde 1898 als Tochter von Arnold Arndt und seiner Ehefrau Caroline Friederika Arndt, geborene Cohn, in Goldberg / Schlesien geboren. Sie studierte Musik und Gesang in Berlin, Basel und Mailand. Ab Mitte der 1920er Jahre trat sie als Solistin auf verschiedenen Bühnen, unter anderem beim 10. Niederrheinischen Musikfest in Elberfeld (1927), bei den Beethoven-Festspielen in Bonn (1927), beim Hamburger Jubiläumsfest (1928) und Köln mit dem Gürzenich-Orchester (1925–1932) auf. Sie spezialisierte sich auf die Interpretation von Werken von Franz Schubert, Felix Mendelssohn Bartholdy, Franz Liszt und Richard Wagner  sowie auf Oratorien und Lieder des 19. Jahrhunderts. 1928 heiratete sie den Kardiologen Bruno Kisch und verlegte den Lebensmittelpunkt nach Köln. Seit 1929 engagierte sie sich im Kölner Künstlerinnenverein GEDOK. Ruth Arndt-Kisch erteilte in Köln auch Gesangsunterricht. Zu ihren Schülern zählte unter anderem Erich Liffmann. In den folgenden Jahren wurden die Kinder Charlotte (1929), Regina (1931) und Arnold (1933) geboren.
Nach der Machtergreifung der Nationalsozialisten erhielt die jüdische Künstlerin keine öffentlichen und wenig später auch keine freien Engagements mehr. Von der Arbeitslosigkeit betroffen waren in Köln neben Ruth Kisch-Arndt zahlreiche renommierte jüdische Künstler wie der Tenor Leonardo Aramesco oder die Pianistin Alice Krieger-Isaac. Durch die zunehmenden Ausgrenzung war Ruth Kisch-Arndt, wie auch die anderen jüdischen Künstlerinnen gezwungen, die GEDOK zu verlassen. Sie trat nach 1933 nur noch bei privaten Konzerten und Veranstaltungen des Jüdischen Kulturbundes und der Jüdischen Kunstgemeinschaft Köln auf.
1934 führte sie eine Konzerttournee des Jüdischen Kulturbundes mit Gitanjali-Liedern gemeinsam mit Ottilie Metzger-Lattermann durch 14 deutsche Städte und nach Paris an die Sorbonne. Ruth Kisch-Arndt wurde aufgrund ihrer Religionszugehörigkeit aus der Reichsmusikkammer ausgeschlossen. Kurz vor ihrer Emigration gab sie – gemeinsam mit Hermann Schey – zahlreiche Konzerte für die Jüdische Winterhilfe. Nachdem ihr Ehemann gezwungen wurde, seine Praxis aufzugeben, emigrierte die Familie im Dezember 1938 in die Vereinigten Staaten.
In New York setzte Ruth Kisch-Arndt zunächst im begrenzten Umfang ihre Laufbahn als Sängerin fort. In den 1940er Jahren trat sie auf zahlreichen amerikanischen Musikfestivals auf, unter anderem 1941 beim New Yorker Festival für jüdische Kunst und dem Schubert-Festival in Philadelphia sowie 1942 beim Brahms-Festival in Philadelphia. Seit 1945 präsentierte sie Lieder jüdischer Komponisten aus vier Jahrhunderten. Seit Mitte der 1940er Jahre unterrichtete sie am New York College of Music und veröffentlichte musiktheoretische Texte. Zu ihren Schülern zählte u. a. Cornelius L. Reid.
Nach Ende des Zweiten Weltkrieges gastierte sie auch wieder in zahlreichen europäischen Ländern und in Israel. Ende 1952 besuchte sie zum ersten Mal gemeinsam mit ihrem Mann wieder Deutschland. Sie unterrichtete als Professorin an der privaten jüdischen Yeshiva Universität. Am 1954 gegründeten Stern College for Women gehörte Ruth Kisch-Arndt  zu den ersten weiblichen Lehrkräften und war ab 1960 als Assistant Professor of Music beschäftigt. Hier unterrichtete sie unter anderem Roberta Peters. Ruth Kisch-Arndt war Gründungsmitglied und zeitweilig Direktorin der Early Music Foundation.
1971 zog sie nach Israel, wo sie im Januar 1975 in Jerusalem starb.

## Familie
Ruth Kisch-Arndt war die Nichte des Physikers Felix Auerbach. Nach dessen Selbsttötung im Februar 1933 erbte sie das von Edvard Munch 1906 gemalte Porträt Auerbachs, das von 1971 bis 1980 als Dauerleihgabe im Metropolitan Museum of Art in New York gezeigt wurde. Nach der Versteigerung im Mai 1980 befand sich das Bild in Privatsammlungen, bevor es 2017 vom Van Gogh Museum erworben werden konnte und seit Januar 2018 in Amsterdam gezeigt wird.

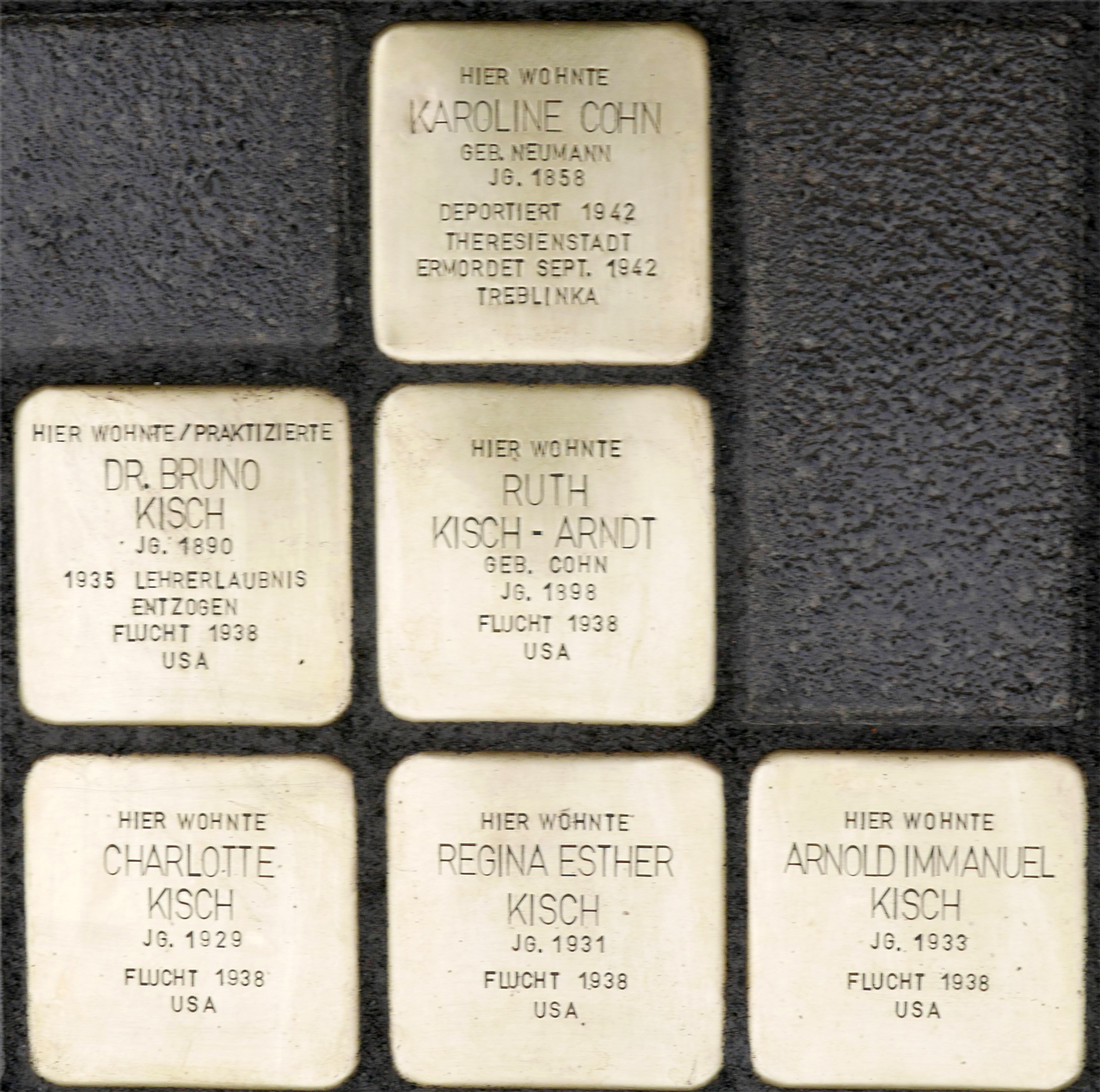
Stolpersteine für Ruth Kisch-Arndt und ihre Familie in Köln, Kaesenstraße 19

Ihr Mann, der Kardiologe Bruno Kisch, war Sohn des Rabbiners der Prager Maisel-Synagoge. Sein Cousin war der Schriftsteller Egon Erwin Kisch, sein Bruder der Jurist Guido Kisch.
Am 5. Oktober 2020 wurden durch den Künstler Gunter Demnig in Köln vor der ehemaligen Wohnhaus der Familie Kisch in der Kaesenstraße zur Erinnerung an Ruth Kisch-Arndt, ihre Mutter, ihren Mann und ihre drei Kinder sechs Stolpersteine verlegt.